# اتحاد قبرص الشمالية لكرة القدم
اتحاد قبرص الشمالية لكرة القدم (بالتركية: Kıbrıs Türk Futbol Federasyonu)‏ هو اتحاد كرة قدم يمثل قبرص الشمالية. أنشأ في 1955، خلال فترة الاستعمار البريطاني في قبرص، لا ينتمي الاتحاد لا للفيفا ولا للويفا.